# Komlóska
Komlóska là một thị trấn thuộc hạt Borsod-Abaúj-Zemplén, Hungary. Thị trấn này có diện tích 29,86 km², dân số năm 2010 là 250 người, mật độ 8 người/km².